# Stichopogon callidus
Stichopogon callidus là một loài ruồi trong họ Asilidae. Stichopogon callidus được Richter miêu tả năm 1966. Loài này phân bố ở vùng Cổ Bắc giới.